# Ruud Jacobs
Pour les articles homonymes, voir Jacobs.
Ruud Jacobs, né le 3 mai 1938 à Hilversum et mort le 18 juillet 2019 à Nieuwkoop, est un contrebassiste et producteur néerlandais.

## Biographie

### Jeunesse
Ruud Jacobs naît à Hilversum. Son père est avocat mais aussi pianiste amateur. Sa mère est professeure de ballet et dirige une école de ballet à la maison. Ruud et son frère, le pianiste Pim Jacobs, grandissent dans une famille artistique. Il n'est donc pas surprenant que les deux frères se soient lancés dans la musique.
Jacobs commence à onze ans à jouer de la flûte à bec, et en quelques mois il joue des compositions du saxophoniste alto américain Charlie Parker. Dès l'âge de treize ans, il joue du saxophone alto et prend des cours avec Bep Rowold, fondateur des Skymasters. Bientôt, il passe de l'alto au saxophone ténor. À l'âge de quinze ans, il commence à jouer de la contrebasse. Il étudie pendant quatre ans au Conservatoire d'Amsterdam avec Cees de Ligt, un des bassistes de l'Orchestre du Concertgebouw.

### Carrière

#### Années 1950-1960

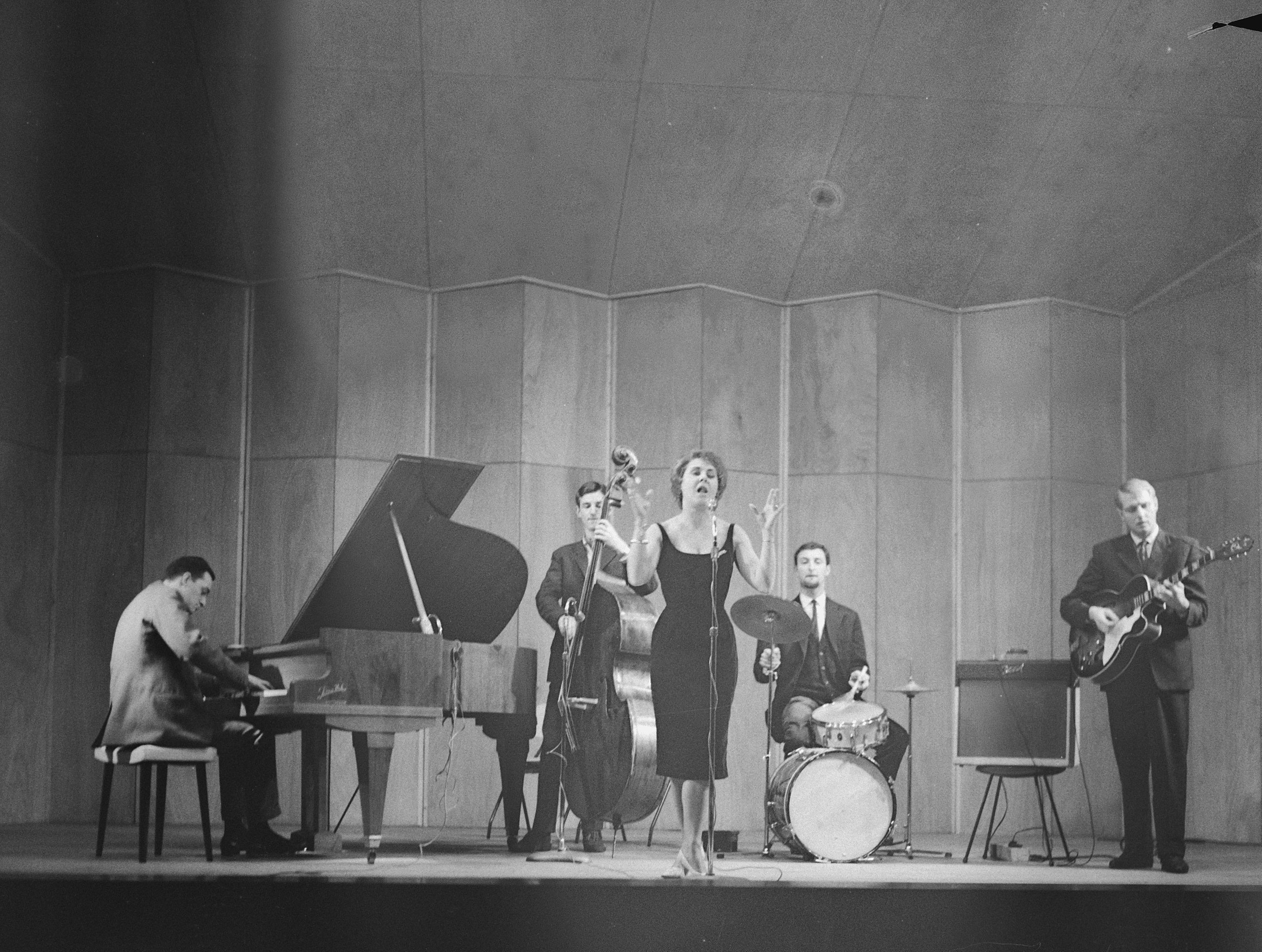
De gauche à droite : Pim Jacobs, Ruud Jacobs, Rita Reys, Cees See et en 1960.

Au début des années 1950, le Trio Pim Jacobs est fondé, avec dans la première formation à côté de Ruud Jacobs à la contrebasse, Cees See (en) à la batterie. Les premiers albums sont réalisés avec Bud Shank et Bob Cooper, Tony Scott en Herbie Mann.
En 1957, à l'âge de dix-neuf ans, il part pour les États-Unis. Seul bassiste européen, il est choisi pour faire partie de l'International Youth Band. Il joue avec Louis Armstrong au Newport Jazz Festival et à l'Exposition universelle de Bruxelles en 1958.
Suivi par de nombreuses tournées et enregistrements avec Booker Ervin, Johnny Griffin, Rita Reys, Kenny Clarke, Bud Powell, Bill Evans, Clark Terry, Stan Getz, Sonny Rollins, Gerry Mulligan, Art Farmer, Eddy Daniels, Tony Bennett, Sarah Vaughan et plusieurs autres.
À partir des années 60, de grands succès s'ensuivent avec Rita Reys, proclamée Première Dame du Jazz en Europe en 1960 lors du festival international de jazz de Juan-les-Pins/Antibes. Au sein du Trio Pim Jacobs Cees See est remplacé par le guitariste Wim Overgaauw (en). Sans batteur, à l'instar du Trio Oscar Peterson. Reys et le trio font des tournées dans tous les grands festivals de jazz européens et enregistrent avec Kenny Clarke et Johnny Griffin, entre autres.

#### Années 1970-1990
À partir des années 1970, Ruud Jacobs commence à produire des disques et à faire de la musique, d'abord pour la maison de disques CBS, puis pour Phonogram et Universal. Beaucoup de grands noms connaissent dans les décennies suivantes le succès de leurs disques et CDs en partie grâce à son savoir-faire. Certains des noms avec lesquels il travaille dans ce contexte sont : Claus Ogerman, Thijs van Leer (en), Rita Reys, Toots Thielemans, Jan Akkerman (en), Laurens van Rooyen (en), Jaap van Zweden, Gerard Cox, Lori Spee (nl) et Laura Fygi. Il est également le producteur de la première série de CDs du violoniste André Rieu.

#### Années 2000
Les frères Pim et Ruud sont très proches, non seulement à cause de leur amour pour la musique, mais aussi à cause de leur amour pour la nature. Pendant des décennies, ils sont allés pêcher ensemble régulièrement. La mort de Pim, en 1996, est un grand coup dur pour Ruud, et il joue à peine dans les années qui suivent. Musicien de cœur et d'âme, il se remis au travail.
Depuis, il se produit beaucoup, notamment avec sa belle-sœur Rita Reys, le pianiste Peter Beets (en), le batteur Joost Patocka (nl), le guitariste Martijn van Iterson (nl) et le saxophoniste ténor Ferdinand Povel (nl). Reys et le quintette se produisent entre autres au North Sea Jazz Festival et enregistrent en 2007 le DVD Rita Reys Live at Carré dans un Théâtre royal Carré complet. Il réalise un certain nombre de productions au cours des dernières années : Rita Reys : Beautiful Love - A tribute to Pim Jacobs, Toots Thielemans : Toots & Friends, Laura Fygi : Rendez Vous.
Jacobs célèbre son 70e anniversaire dans un Het Bimhuis à guichets fermés à Amsterdam, où il est fait chevalier de l'Ordre d'Orange-Nassau. Le maire de Nieuwkoop, où il vit avec son épouse Liselore Gerritsen (nl), lui épingle les décorations qui l'accompagne. De nombreux collègues sont venus à Amsterdam pour célébrer la fête d'une manière musicale. Bien sûr, Rita Reys, avec qui Ruud est sur scène depuis 55 ans cette année-là, est présente, ainsi que Benjamin Herman (en), Thijs van Leer, Han Bennink, Cor Bakker (en), Kim Hoorweg (en) et Laura Aygi, entre autres.

#### Années 2010
La dernière production de Ruud Jacobs date de 2016. Il fait l'album The Good Life, avec son fils Roeland et le trompettiste et chanteur allemand Till Brönner.

### Mort
Ruud Jacobs meurt le 18 juillet 2019 à Nieuwkoop.